# Igors Miglinieks
 Igors Miglinieks   (* 4. Mai 1964 in Riga, Lettische SSR) ist ein lettischer Basketballtrainer und ehemaliger sowjetischer Basketballspieler. Er spielte auf der Position der Shooting Guard und wurde als Mitglied der sowjetischen Nationalmannschaft bei den Olympischen Spielen 1988 in Seoul Olympiasieger.

## Karriere als Spieler
Bereits als 16-Jähriger gehörte Miglinieks zu der ersten Mannschaft von VEF Riga. Als er im wehrpflichtigen Alter war, kam er zu ZSKA Moskau. Nach einem Zollvergehen 1987 wurde er wieder zu VEF zurück versetzt. Vor den Olympischen Spielen 1988 in Seoul wurde die Disziplinarmaßnahme aufgehoben und er durfte mit nach Seoul, wo er mit der sowjetischen Nationalmannschaft Olympiasieger wurde. Im gleichen Jahr wurde er sowjetischer Meister mit ZSKA. Nach dem Zerfall der Sowjetunion spielte er noch einmal bei den Olympischen Spielen 1992 im Vereinten Team und erreichte in Barcelona den vierten Platz. Nach 1992 spielte er in verschiedenen europäischen Ländern für verschiedene Mannschaften, so auch von 1992 bis 1994 für SG Braunschweig. Parallel zu seiner Spielertätigkeit begann seine Trainerkarriere. So betreute er bereits 1997 die lettische Basketballnationalmannschaft bei der EM 1997. Er beendete seine Karriere als Spieler endgültig nach der Saison 2000 und wurde gleichzeitig Trainer bei LMT Riga.

## Karriere als Trainer
Als Trainer blieb Miglinieks selten lange bei einem Klub und trainierte verschiedene Klubs in Europa. Seine größte Erfolge als Vereinstrainer feierte er in Zypern, wo er mit Proteas EKA AEL 2006 und 2007 zwei Mal in Folge zypriotischer Meister wurde und jeweils das Pokalfinale erreichte. Dabei wurde er 2006 zum Trainer des Jahres in Zypern ernannt. Neben der Tätigkeit als Vereinstrainer war er zwei Jahre Assistenzcoach der chinesischen Basketballnationalmannschaft unter Rimas Kurtinaitis und gewann mit China die Asienmeisterschaft 2005. Ebenso nahm er als Assistenztrainer der lettischen Nationalmannschaft an der EM 2009 in Polen teil.

## Erfolge

### Als Spieler
- Olympiasieger 1988
- Meister Sowjetunion 1988
- Meister Lettland 1991

### Als Trainer
- Sieger Basketball-Asienmeisterschaft 2005 (als Assistenztrainer)
- Meister Zypern (2×): 2006, 2007
- Trainer des Jahres 2006 in Zypern